# August Odhner
August Odhner, född 11 augusti 1869 i Åmåls stadsförsamling, Älvsborgs län, död 17 maj 1932 i Åmåls stadsförsamling, Älvsborgs län, var en svensk folkmusiker och riksspelman. Wester deltog i Riksspelmansstämman på Skansen 1910, Riksspelmansstämman på Skansen 1920 och Riksspelmansstämman på Skansen 1927.